# El Parque (banda)
El Parque es un grupo de rock en español procedente de Costa Rica. Su origen se remonta a diciembre de 1992, cuando en una escena local fuertemente dominada por los grupos que tocaban covers, o música no original, decidió dedicarse a componer, grabar e interpretar su propia música.
Con giras por América Central y México —donde compartió escenarios con grandes artistas de Latinoamérica— y diez trabajos discográficos, El Parque es "una de las bandas líderes del movimiento del rock local".

## Historia

### Origen

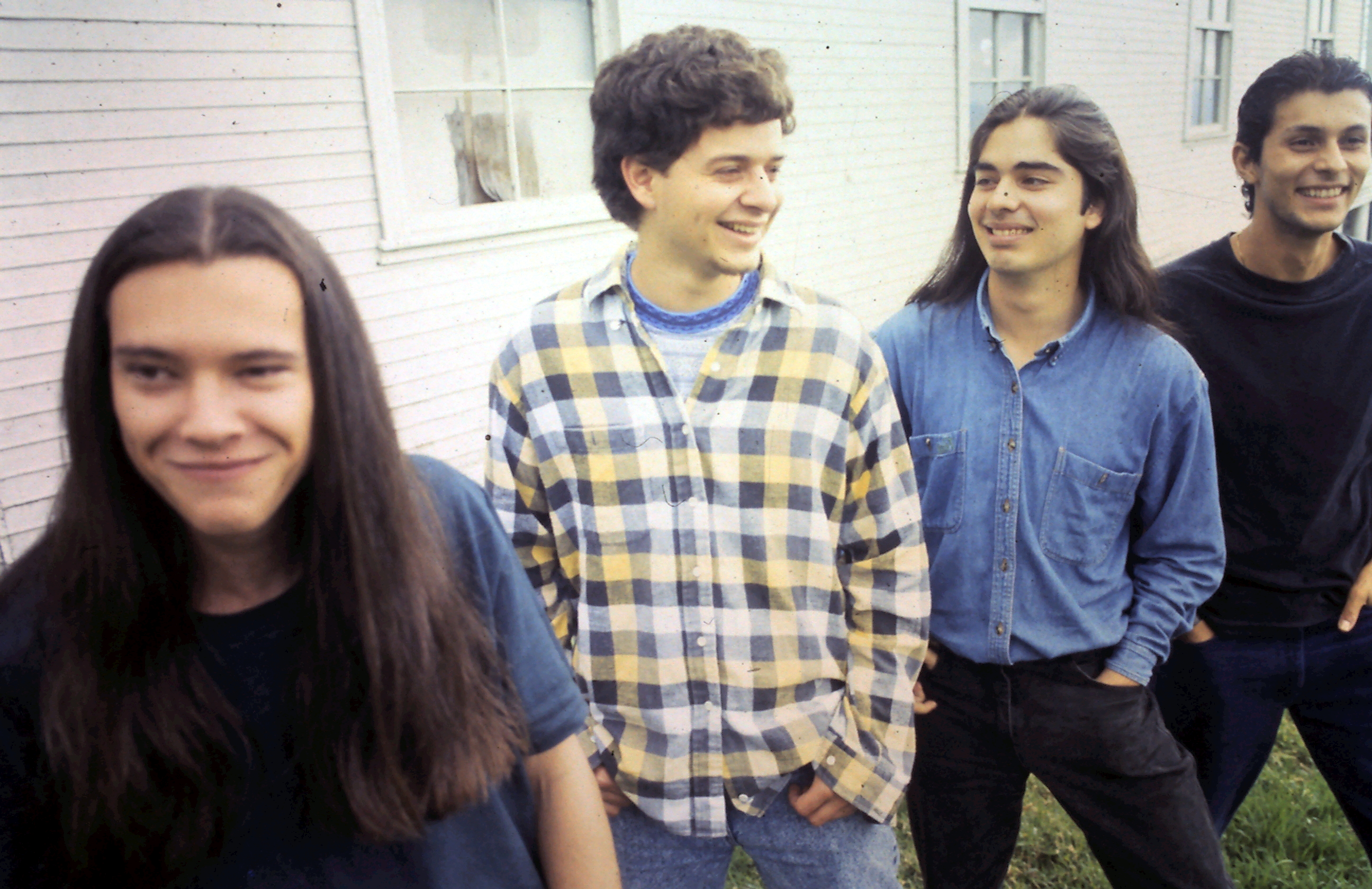
El Parque en sus inicios (1994)

En diciembre de 1992 el guitarrista Inti Picado y el baterista Federico Dörries se conocen en la ciudad de San José, en donde se plantean formar una banda de música original. De inmediato, inician el trabajo de búsqueda y reclutamiento de otros músicos, al tiempo que componen varias de las canciones que habrían de incluirse en su primer disco compacto.
Tras varios meses de pruebas, en octubre de 1993, finalmente conocen e integran al grupo a quienes en definitiva terminarían de dar forma al proyecto: el bajista Bernardo Trejos y el vocalista Paul Jiménez.

### Consolidación
De esta manera, El Parque entra al estudio en los primeros meses de 1994 y graba el tema Laura, canción que los convierte en uno de los diez finalistas de la segunda edición del Yamaha Music Quest Costa Rica. Luego de participar en dicho concurso, El Parque graba Hombre azul. Con ello se convierte en uno "de los primeros grupos en la historia del rock costarricense en grabar un disco compacto".
Como parte de su gira de presentación, El Parque toca junto a los guatemaltecos de Alux Nahual y los argentinos de Enanitos Verdes. Al tiempo que varios de sus temas llegaban a los primeros lugares de las emisoras locales, El Parque tendría en el sencillo Laura su primer éxito internacional. Dicho tema, impulsado por el programa de rock panameño Volumen Brutal, llegaría al primer lugar de la emisora panameña Radio 10. Debido a esto, El Parque hace su primera salida al extranjero, a tierras panameñas, en donde comparte escenarios con la banda local Los Rabanes.
Pese a su exitoso paso por tierras panameñas, el vocalista Paul Jiménez decide dejar la banda para dedicarse a la práctica del taekwondo, disciplina en la que representaría a Costa Rica en los ciclos olímpicos. Tras varias semanas de búsqueda, El Parque decide incluir al exvocalista del grupo Signos Vitales, Luis Arenas Angulo, con quien de inmediato entra al estudio para grabar el tema Cuántas noches. Dicho tema es lanzado en las radios y llega al primer lugar de las emisoras costarricenses Radio Uno y Universal, al tiempo que se ubica en varias de las listas de popularidad de Guatemala.

Fico, Luis, Churro e Inti (1996)

A finales del año 1995, El Parque graba, en el Teatro Laurence Olivier, su segundo álbum, Entre sangre y arena, "el primer disco de rock pop local grabado en vivo.". De este, se desprende el tema Juana Escobar, compuesto por Dörries en su primera visita a Panamá. Juana Escobar se apropia del primer lugar de popularidad en la emisora Radio U y número dos en Radio Uno.
En 1996, El Parque inicia una gira que lo llevaría de nuevo por todo Costa Rica. Este año, comparten escenario con las bandas: Soda Stereo, Héroes del Silencio, Los Rabanes, Fabulosos Cadillacs y Maldita Vecindad y los Hijos del Quinto Patio. Ese mismo año, El Parque firma con el sello Sony Music Entertainment y graba su tercera producción discográfica: Oma, que alcanzaría la categoría de disco de oro en Centroamérica. 
En febrero de 1997, El Parque exhibe el video de Cuántas noches, que poco después lo convertiría en "la primera banda tica en colocar un videoclip en la cadena MTV Internacional". Ese mismo mes, El Parque presenta, también con entradas agotadas, Oma en el Teatro Popular Melico Salazar .
En el mes de mayo, El Parque inicia su primera gira internacional. Respaldado por su sello disquero Sony Music Entertainment y con Cuántas noches en el número 1 en emisoras de Honduras Panamá, Nicaragua y Costa Rica, el grupo toca en México; Honduras, donde comparte escenario con Aleks Syntek; Guatemala, junto a Alux Nahual; Nicaragua; y Panamá. 
De regreso en Costa Rica, la banda se presenta junto a los mexicanos de Café Tacvba en el Palacio de los Deportes en Heredia. Un mes después, El Parque parte de nuevo hacia Honduras, en donde participa de un concierto multitudinario en el Estadio de béisbol Lempira Reina de Tegucigalpa.

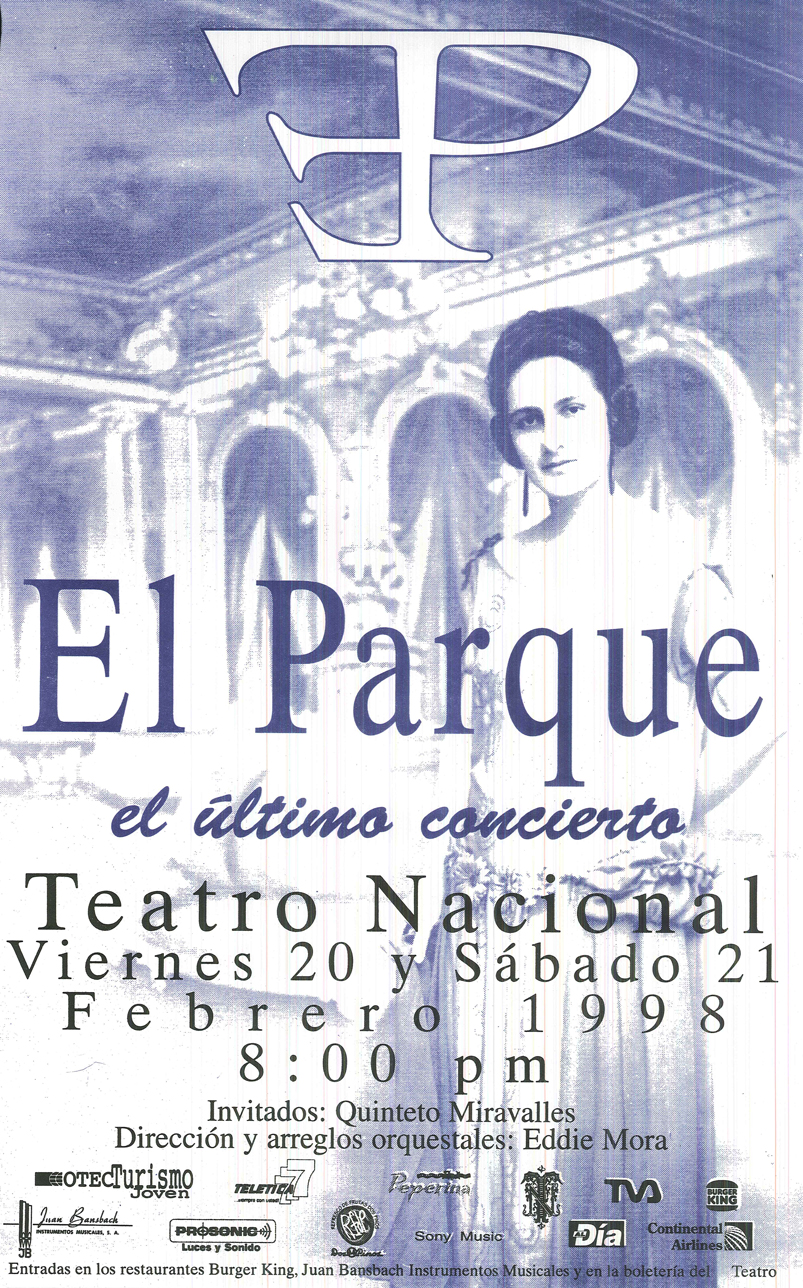
El Parque en el Teatro Nacional (1998)

El 4 de octubre de ese mismo año, El Parque representa a Costa Rica en el Festival Recordando al Che, en Managua, cerrando la actividad que reunió el talento de artistas de Centroamérica y el Caribe.

### Separación
En 1998, cuando El Parque se aprestaba a grabar su cuarto disco, esta vez en los estudios de Sony en México, por problemas entre sus miembros, El Parque decide separarse y rompe su contrato disquero. Así, el 20 y 21 de febrero, en la que sería la primera presentación de un grupo de rock costarricense en el Teatro Nacional de Costa Rica y con localidades agotadas, El Parque se despide de los escenarios. 
Un año después, Federico Dörries, Inti Picado y Bernardo Trejos junto con el cantante Andrés Calvo graban Anoche vino el diablo a hablarme de Dios.

### Reunión
A mediados de 2005, El Parque regresa junto al vocalista original de la banda, Paul Jiménez. El Parque hace una única fecha, en club Planet Mall, y lanza su primer tema en seis años: Nada cambia. Con un lleno total, y compartiendo escenario con músicos de la Orquesta Sinfónica Nacional de Costa Rica , El Parque promete a sus seguidores un concierto anual.
Un año después, El Parque graba un nuevo tema, Caminos, y lo presenta en cuatro conciertos en el Teatro Laurence Olivier. El Parque saca, en septiembre de 2007, Caminos, una recopilación de 18 de los mejores temas de la banda junto a cuatro canciones nuevas.
El Parque se presenta, junto a bandas de España y Cuba, en el Festival Internacional de las Artes de Costa Rica 2008. Este mismo año, cuatro de los cinco discos de El Parque terminan en los primeros 20 lugares de la votación para escoger los mejores discos de la historia del rock costarricense, promovida por el periódico electrónico Vuelta en U . Al mismo tiempo, El Parque es nominado a la tercera edición de los premios de la cadena radial internacional Los 40 Principales

### De regreso a los primeros lugares
De diciembre de 2008 a febrero de 2009, el grupo graba su disco homónimo, El Parque; material que lanzaron en abril de 2009 y con el que “entraron de lleno a su madurez musical”. En ese instante, el primer sencillo extraído del disco El Parque, llegó a las listas de popularidad de varias radios costarricenses, y estuvo en el puesto número 1 durante diez semanas consecutivas ―del 6 de junio al 8 de agosto de 2009―, en la emisora 979, y repitió en el número uno en la emisora 94.7, el 8 de agosto de 2009.
El 15 de julio de 2009, con En ese instante aún en primer lugar, El Parque lanza el segundo sencillo de su disco homónimo, Desterrado, trabajo que apoyaron con un video del cineasta costarricense Miguel Gómez . Este trabajo videográfico lo lanzan de forma simultánea en importantes páginas de internet de su país, experiencia que ya habían utilizado con su video anterior, En ese instante, del realizador costarricense Emmanuel Sotela, una iniciativa catalogada como pionera en Costa Rica.
Desterrado, al igual que En ese instante, llega al primer lugar de la emisora 97.9. En septiembre de 2009, El Parque alista el video de su tercer sencillo,Tsega esta vez a cargo del realizador Marvin Murillo y con la participación de la poetisa, actriz, y dramaturga Ana Istarú en el papel protagónico. Tsega, al igual que los dos sencillos anteriores, se adueñó del #1, esta vez en la lista de las canciones más votadas de la emisora Radio Malpaís.

### 2010, grabación y lanzamiento de nuevo disco y teloneros de Depeche Mode y Bon Jovi en Costa Rica

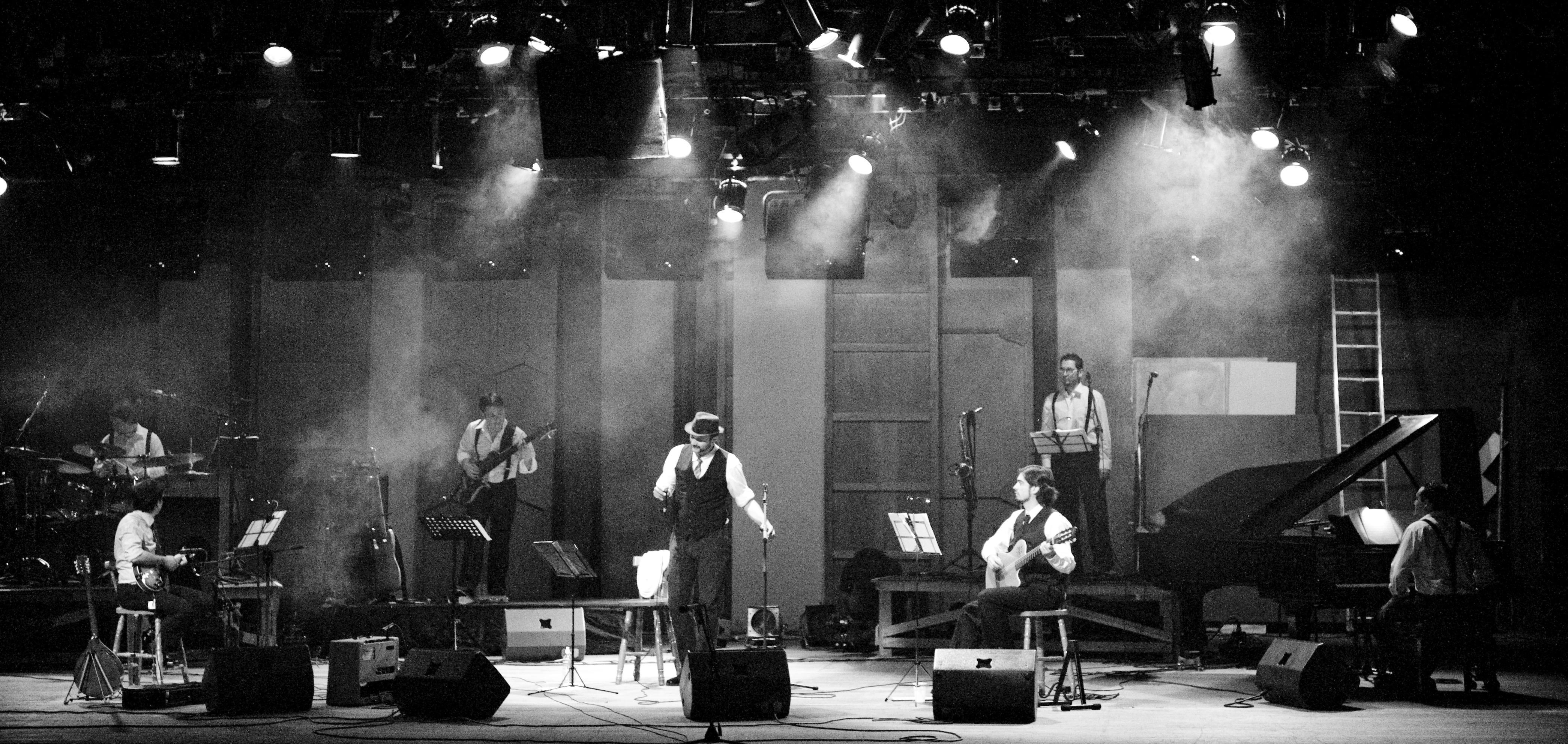
El Parque graba el disco en vivo Melico

Tras una gira que tocó las principales provincias de Costa Rica, conciertos que incluyeron el haber sido telonero de la banda británica Depeche Mode durante su presentación en Costa Rica, El Parque cierra el ciclo de su disco homónimo con el concierto de grabación de su nuevo trabajo discográfico en el Teatro Popular Melico Salazar, presentación que se convierte en “uno de los capítulos más significativos en la historia de esta banda formada hace 18 años atrás”. La fecha, que tuvo lugar el jueves 3 de junio de 2010, fue el reencuentro de la banda con un escenario que tenía 13 años de no pisar.
Así, El Parque grabó su segundo disco en directo, “tras 15 años de haber logrado algo similar en el Teatro Laurence Olivier, para el Entre sangre y arena, que fue el primer álbum grabado íntegro en concierto por una banda de rock costarricense de material original”. Como en aquella ocasión de hace más de una década, “el público agradeció aplaudiendo a El Parque de pie”.

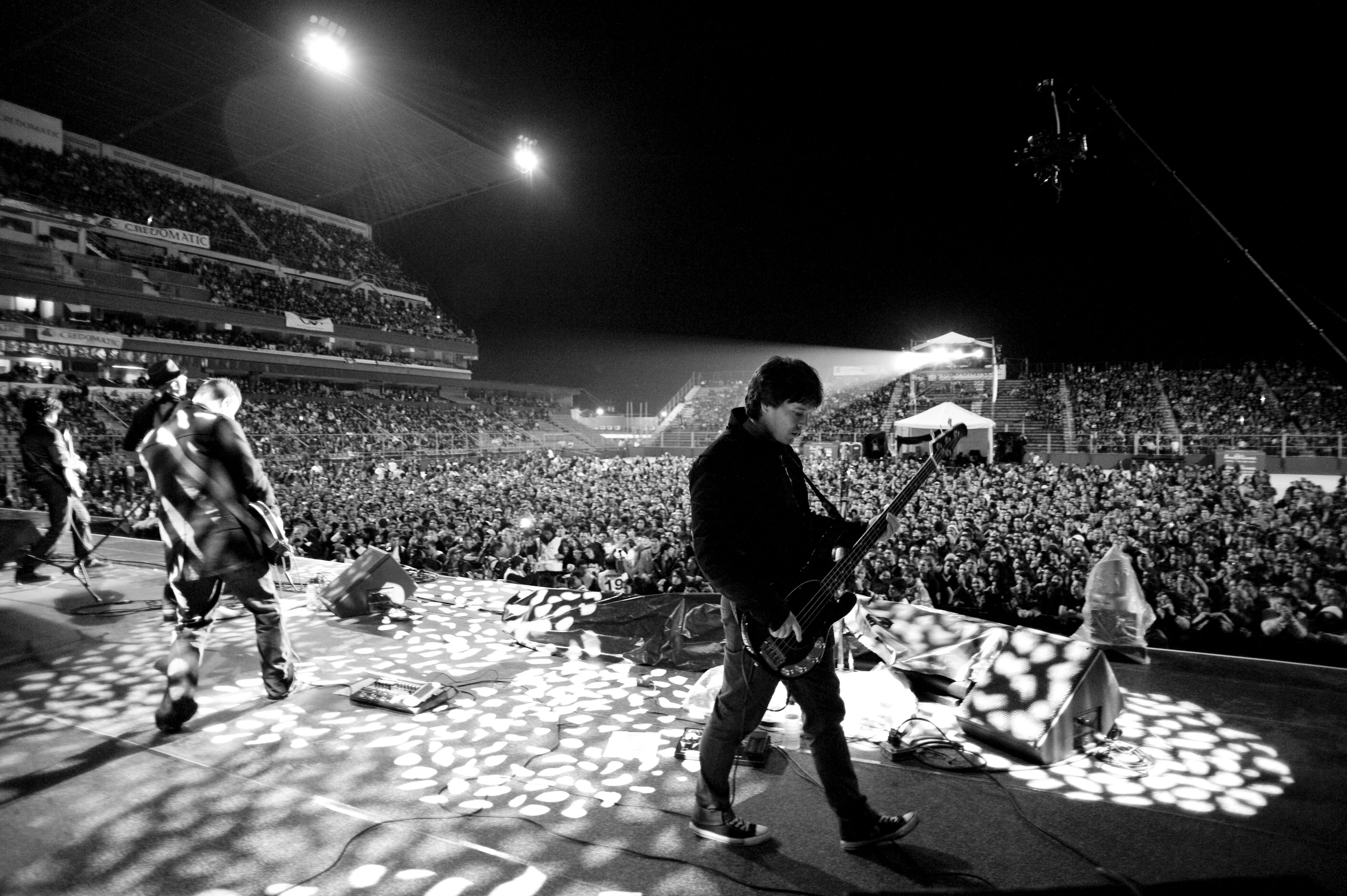
Telonero de Bon Jovi en San José

El 27 de septiembre de 2010, El Parque oficia de telonero de la banda estadounidense Bon Jovi en su presentación en el Estadio Ricardo Saprissa Aymá en la ciudad de Tibás, en Costa Rica. Tras esta nueva presentación internacional, El Parque presenta Melico, su séptimo disco, el 3 de diciembre de 2010. Un día antes, la banda ya había puesto la descarga gratuita de su álbum en su propio sitio web. Una semana después, el jueves 9 de diciembre, El Parque se alía con el periódico costarricense La Nación para llevar Melico a un público mayor. “Por primera vez La Nación en Internet pone en su plataforma la descarga libre de un álbum completo. La apuesta fue por el rock nacional ; ese disco se llama Melico y es el sétimo lanzamiento de El Parque”.
El video del primer sencillo del disco Melico, Estare muy bien, se estrena en línea en el diario La Nación el 23 de enero de 2011. Se trata del primer videoclip dirigido por el cineasta costarricense Hernán Jiménez.

### 2011 y 2012, nuevo disco, teloneros de Caifanes en Costa Rica y salida de uno de sus miembros[26]

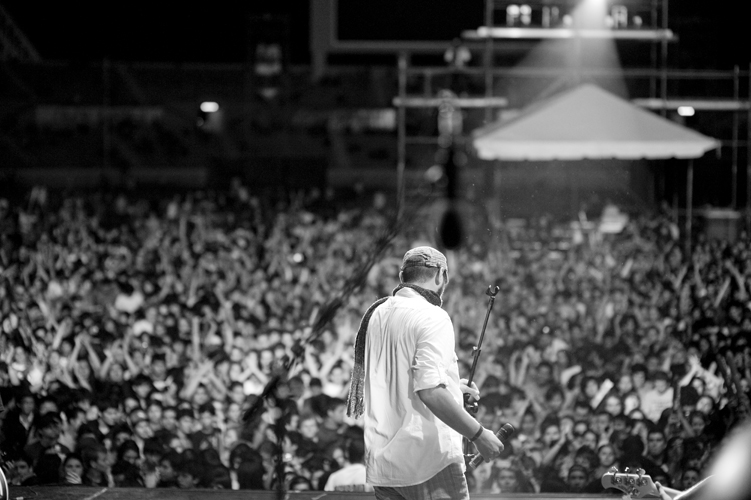
Paul Jiménez

En abril de 2011, El Parque forma parte de la celebración de inauguración del nuevo Estadio Nacional de San José, Costa Rica, en un concierto multitudinario, que reunió a miles de fanáticos del rock costarricense.
En diciembre, El Parque entra al estudio para preparar su octavo disco. Unos meses después, el 4 de mayo, la banda presentaría El vacío, un disco con ocho temas inéditos, en la capital costarricense.
Para octubre de 2012, El Parque vuelve a ser telonero de otra banda legendaria del rock en español. El 28 de ese mes, El Parque abre con éxito el concierto de regreso de la banda mexicana Caifanes.
El 8 de diciembre de ese mismo año, el hasta entonces cantante de la banda, Paul Jiménez, decide comenzar su propio proyecto y deja El Parque.

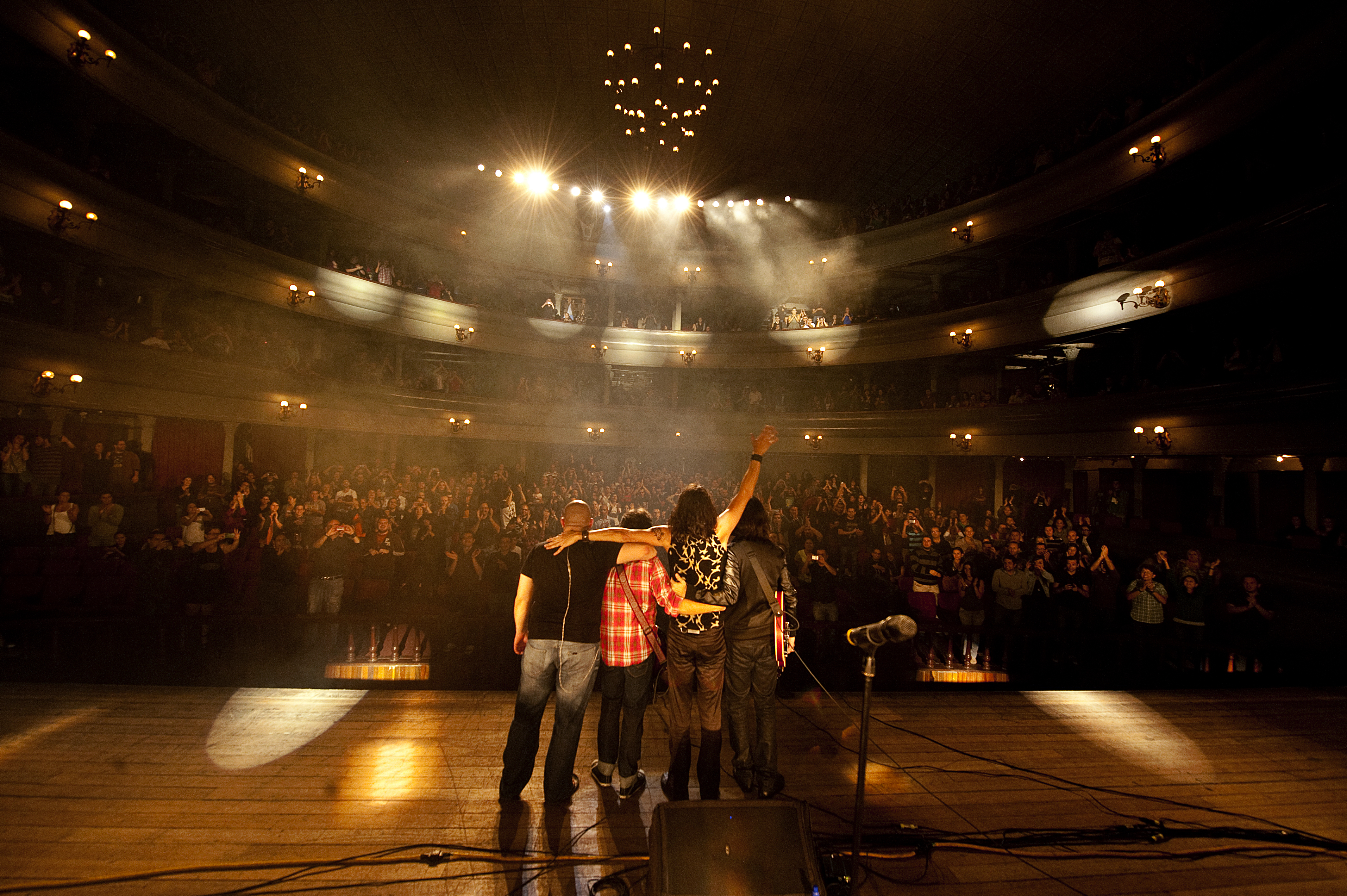
Concierto para el 20 aniversario de El Parque en el Teatro Melico Salazar, 1 y 2 de marzo de 2013

### El Parque, 20 años
La primera semana de 2013 recibe a los seguidores de El Parque con una sorpresa. Para el 20 aniversario del nacimiento de la banda, El Parque anuncia dos conciertos en el Teatro Popular Melico Salazar en la capital costarricense. Para la ocasión, El Parque invita a Luis Arenas, vocalista de la banda Lucho Calavera y la Canalla y cantante de El Parque de 1995 a 1998.

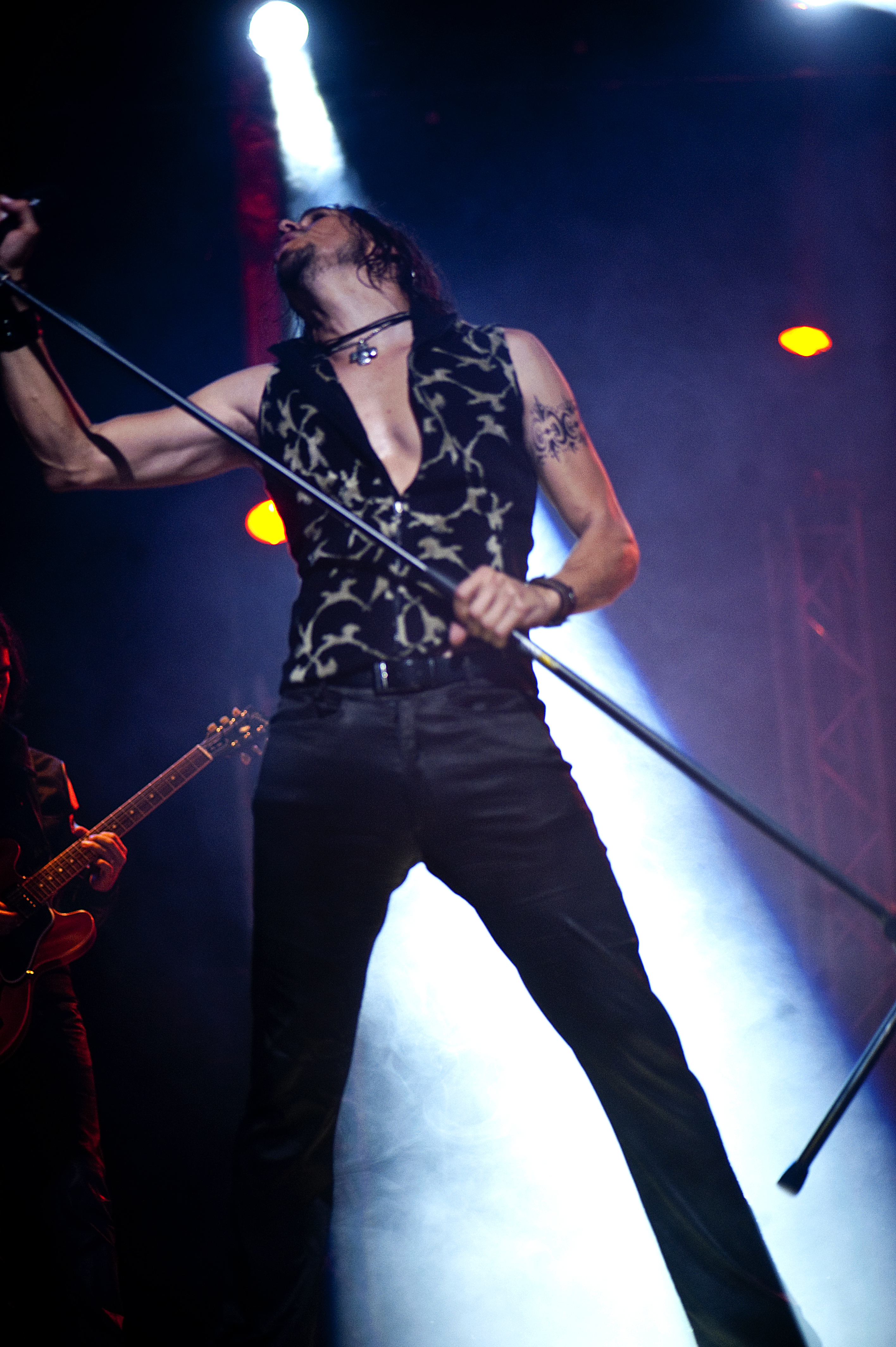
Luis Arenas

### La Deriva
Después de ser parte de la agrupación desde sus inicios, Inti decide darse un tiempo para dedicarse a otros proyectos personales, lo que obliga a la agrupación a definir un nuevo rumbo. Luis Arenas (Lucho Calavera) confirma su regreso y junto a Fico toman las riendas de la banda. Luego de la celebración del 20 aniversario surge el deseo de grabar un nuevo disco La deriva, el cual fue lanzado en 2016. De su décimo disco sale el sencillo "Más Allá", impulsado con el primer video 360 realizado por un grupo costarricense.

### Regreso en el 2022

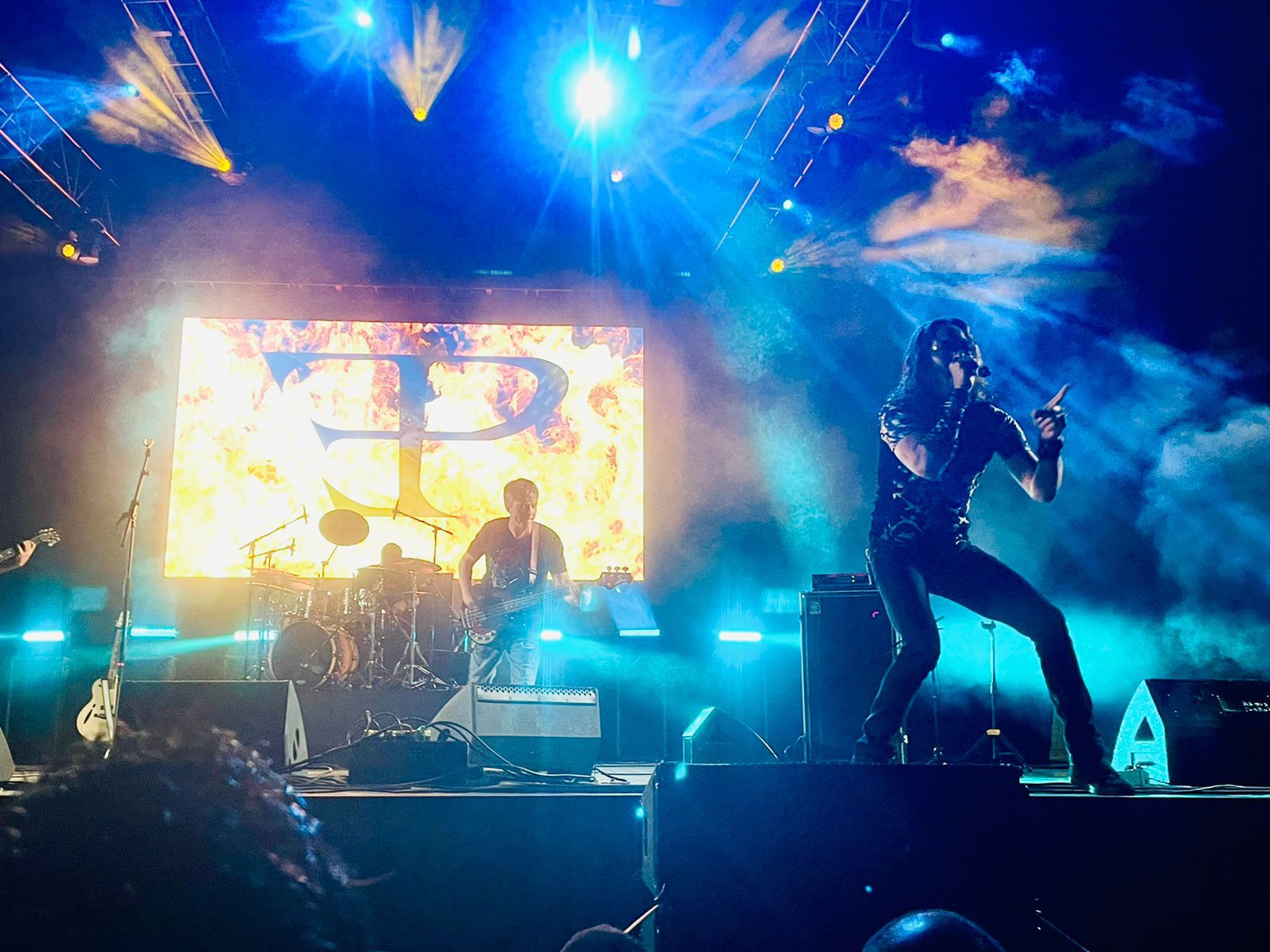
El Parque en el Rock Fest 25, el 14 de mayo del 2022 en el Parque Viva

Tras dos largos años de pandemia El Parque se junta nuevamente después de recibir una invitación para tocar en la celebración de los 25 años del Rock Fest. La exitosa presentación contó con Luis en los vocales, Fico en el bajo, Inti en la guitarra y Danilo en la batería. Aprovechando esta iniciativa, la banda firma el 16 de febrero con Long Beach Records Latam y se encuentra actualmente trabajando en una nueva producción.
El 5 y 6 de agosto de 2022, El Parque se presentó en la Sala Garbo, en la capital costarricense, donde ofreció "sendos conciertos extensos en música, recuerdos y curiosidades. La característica principal de estas citas fue que, además de interpretar las piezas más icónicas de su carrera, aparecieron numerosas gemas ocultas de su extensa discografía", preámbulo a la celebración de su 30 aniversario en 2023.
El 20 de abril del año 2024, en el marco del Rock Fest, El Parque lanza su primer disco de vinilo, TREINTA un disco compilatorio de doble LP en donde resumen 30 años de carrera como banda de Rock, 24 canciones con una remasterización para este formato a cargo del ganador del Grammy Erick Urbina, y con la coproducción de Long Beach Records LATAM y Decibeles Records. Es un disco que ofrece una nueva perspectiva de la banda en cuanto a sonido, ya que la calidad de la remasterización permitió a los aficionados redecubrir muchas de sus canciones en este formato análogo. Con este lanzamiento la banda realiza una gira de promoción de este disco.      

## Discografía

### Álbumes de estudio
- 1995: Hombre azul.[38]
- 1997: Oma.[39]
- 1999: Anoche vino el diablo a hablarme de Dios.[40]
- 2009: El Parque.[41]
- 2012: El vacío.[42]
- 2016: La deriva.[43]
- 2022: SomoS.[44]

### Álbumes en vivo
- 1996: Entre sangre y arena.[45]
- 2010: Melico.[46]
- 2013: Veinte.[47]

### Álbumes recopilatorios
- 2007: Caminos.[48]
- 2024: TREINTA..[49]

### Videos musicales
- 2022: Efímeros. Dirección: Jose Sibaja Figuls[50]
- 2022: Furia. Dirección: Daniel Rodríguez[51]
- 2016: Más Allá. Dirección: Luis Naguil y Lucho Calavera[52]
- 2012: Despedida. Director: Pedro Rey.[53]
- 2011: Estaré muy bien. Director: Hernán Jiménez.[54]
- 2009: Tsega. Director: Marvin Murillo.[55]
- 2009: Desterrado. Director: Miguel Gómez.[56]
- 2009: En ese instante. Director: Emmanuel Sotela.[57]
- 2007: Más de los que puedes dar. Director: Marvin Murillo.[58]
- 2006: Caminos. Director: Marvin Murillo.[59]
- 2005: Nada Cambia. Realizado por Designware Media: José Castro, Carlos Zamora, Jasson Cascante y Miguel Herrera.[60]
- 1999: Chikatilo.
- 1997: No sé qué pensarás despierta. Director: Luis Naguil.[61]
- 1997: Juanita. Director: Marcos Blanco.[62]
- 1997: Cuántas noches. Director: Isabel Martínez.[63]